# Mary Ann Müller
Mary Ann Müller, född 1819, död 1901, var en nyzeeländsk rösträttsaktivist. Hon spelade en ledande roll inom rörelsen för rösträtt för kvinnor i sitt land.